# Opština Radoviš
Radoviš (makedonsky Општина Радовиш, turecky Radoviş) je opština na východě Severní Makedonie. Radoviš je také název města, které je centrem opštiny. Tato opština je součástí Jihovýchodního regionu.

## Historie
Město Radoviš je poprvé zmiňováno již v roce 1019 během nadvlády Byzantské říše. V této době bylo město centrem regionálního obchodu, řemeslnictví a hornictví.
Jméno Radoviš je odvozeno od středověké vévodkyně Rady (slovanského původu), která vlastnila tvrz nedaleko města, která stojí až do dnešních dnů.
Během 14. století byla města Radoviš a Konče pod srbskou nadvládou a v roce 1361 zde pobýval car Štěpán Uroš V.
Během 19. a 20. století byla opština Radoviš a přilehlé regiony součástí historických událostí a povstání během první a druhé světové války.
Během osmanské okupace Makedonie v 16. století byla oblast obydlena především tureckými nomády zvanými Yörüks a jejich potomci žijí v opštině až do dnešních dnů.

## Demografie
Podle posledního sčítání lidu v roce 2021 žije v opštině 24 122 obyvatel. Etnickými skupinami jsou:
- Makedonci: 17 278 (71,63 %)
- Turci: 4 013 (16,64 %)
- Romové: 261 (1.8%)
- ostatní a neuvedené: 2 570 (10,65 %)

## Lokální politika
Starostu opštiny si volí lokálně místní obyvatelé. Současným starostou je Aco Rištov.